# Dušan Makavejev
Dušan Makavejev (IPA: [dǔʃan makaʋɛ̌jɛʋ]) (in serbo Душан Макавејев?; Belgrado, 13 ottobre 1932 – Belgrado, 25 gennaio 2019) è stato un regista e sceneggiatore jugoslavo.

## Biografia

### Il periodo dell'Onda nera
Dopo aver ottenuto la laurea in psicologia nel 1955, frequenta l'Accademia per il teatro, radio, cinema e televisione. Collabora con il Kino Klub di Belgrado, producendo alcuni cortometraggi amatoriali che lo segnalano come uno degli autori più originali della Nouvelle Vague jugoslava che per le ambientazioni privilegiate (soggetti noir o oscure storie del periodo bellico) e le predilezioni cromatiche diverrà nota come Onda nera. Il successo dei primi lavori, in particolare il riconoscimento ottenuto al festival di Cannes da Antonijevo razbijeno ogledalo (1957), gli schiudono le porte al cortometraggio professionale. Collabora anche come sceneggiatore con alcuni registi di primo piano del nuovo cinema jugoslavo, come Vuk Babić e Vojislav Rakonjac. Membro attivo del partito comunista e immerso nella "vita operaia e popolare" di cui esalta la vitalità, entra in dissidio con le autorità per le sue posizioni anti-burocratiche e libertarie nel campo sessuale. Vengono così censurati Spomenicima ne treba verovati e Parada.
La produzione di lungometraggi, iniziata nel 1965 con Čovek nije tica, sviluppa l'attenzione ai temi della rivoluzione sessuale, con uno stile che nello stabilire una continuità con la tradizione culturale slava, in particolare l'avanguardia russa (spezzoni di Entusiasmo di Dziga Vertov che contrappuntano il racconto di Un affare di cuore del 1967), si ispira nel frequente ricorso al documentario, all'intervista, all'escursione storica, alla Nouvelle Vague francese, in particolare a Jean-Luc Godard e Alain Resnais.

### Il periodo apolide
Così è per i successivi Verginità indifesa che gli vale il Premio della giuria al Festival internazionale del cinema di Berlino del 1968 e W.R. - Misterije organizma, omaggio alle teorie dello psicanalista Wilhelm Reich, realizzato con interviste e altro materiale girati durante un viaggio negli Stati Uniti d'America. Attaccato duramente anche da una parte della critica occidentale, questo film viene proibito in Jugoslavia e il regista viene dichiarato persona non grata nel suo paese fino ai tardi anni '80.
Dal successivo Sweet Movie - Dolce film, i cui testi, nella versione italiana sono rielaborati da Pier Paolo Pasolini e Dacia Maraini,  Makavejev è dunque costretto a reperire i fondi all'estero, attraverso co-produzioni internazionali. Così è per Montenegro tango o perle e porci in cui è ancora una volta centrale il tema della repressione sessuale. Un ritorno alle origini, dopo alcuni film a impianto più tradizionale, si ha con Il gorilla fa il bagno a mezzogiorno (spesso erroneamente citato col titolo Il gorilla fa il bagno a mezzanotte), in cui le vicende di un soldato russo rimasto attardato a Berlino dopo la partenza delle truppe del Patto di Varsavia vengono frequentemente interrotte da sequenze di La caduta di Berlino (1950), del regista russo Michail Čiaureli.
Nel 1985 esce Coca Cola Kid, in cui lancia Greta Scacchi, accanto a Eric Roberts. Il film viene presentato a Cannes.
Del 1994 è il documentario autobiografico Hole in the Soul, prodotto dalla BBC.

## Filmografia

### Cortometraggi
- Jatagan mala (1953)
- Pečat (1955)
- Antonijevo razbijeno ogledalo (1957)
- Spomenicima ne treba verovati (1958)
- Slikovnica pčelara (1958)
- Košnice pune smijeha (1958)
- Boje sanjaju (1958)
- Prokleti praznik (1959)
- Što je radnički savjet? (1959)
- Pedagoška bajka (1961)
- Eci, pec, pec (1961)
- Osmjeh 61 (1961)
- Ljepotica 62 (1962)
- Film o knjizi A.B.C. (1962)
- Parada (1962)
- Dole plotovi (1962)
- Nova domača životinja (1964)
- Nova igračka (1964)
- I Miss Sonia Henie, co-regia con Karpo Ačimović Godina, Tinto Brass, Mladomir Puriša Đorđević, Miloš Forman, Buck Henry, Paul Morrissey, Frederick Wiseman (1971)

### Lungometraggi
- Čovek nije tica (1965)
- Un affare di cuore (Ljuvavni slučaiili tragedija službenice PTT) (1967)
- Verginità indifesa (Nevinost bez zaštite) - documentario (1968)
- W.R. - Misterije organizma (1971)
- Sweet Movie - Dolce film (Sweet Movie) (1974)
- Politfuck, episodio del film Wet Dreams - Sogni bagnati (Wet Dreams) (1974)
- Montenegro tango o perle e porci (Montenegro eller Pärloch ach svin) (1981)
- Coca Cola Kid (The Coca-Cola Kid) (1985)
- Manifesto (1988)
- Il gorilla fa il bagno a mezzogiorno (Gorila se kupa u podne) (1993)
- Hole in the Soul - documentario TV (1994)
- Drøm, episodio del film Danske piger viser alt (1996)